# برنارد وليامز (منتج أفلام)
برنارد وليامز (بالإنجليزية: Bernard Williams)‏ هو منتج أفلام بريطاني، ولد في 10 مايو 1942، وتوفي في 4 يناير 2015.

## وصلات خارجية
- برنارد وليامز على موقع IMDb (الإنجليزية)
- برنارد وليامز على موقع قاعدة بيانات الفيلم (الإنجليزية)